# Kanton Milly-la-Forêt
Canton de Milly-la-Forêt je francouzský kanton v departementu Essonne v regionu Île-de-France. Vznikl 22. července 1967. Jeho střediskem je město Milly-la-Forêt.

## Složení kantonu
| Obec                     | Počet obyvatel (2007) | PSČ   | INSEE       |
| ------------------------ | --------------------- | ----- | ----------- |
| Boigneville              | 422                   | 91720 | 91 2 18 069 |
| Buno-Bonnevaux           | 471                   | 91720 | 91 2 18 121 |
| Courances                | 348                   | 91490 | 91 2 18 180 |
| Courdimanche-sur-Essonne | 283                   | 91720 | 91 2 18 184 |
| Dannemois                | 820                   | 91490 | 91 2 18 195 |
| Gironville-sur-Essonne   | 776                   | 91720 | 91 2 18 273 |
| Maisse                   | 2 805                 | 91720 | 91 2 18 359 |
| Milly-la-Forêt           | 4 746                 | 91490 | 91 2 18 405 |
| Moigny-sur-École         | 1 252                 | 91490 | 91 2 18 408 |
| Oncy-sur-École           | 939                   | 91490 | 91 2 18 463 |
| Prunay-sur-Essonne       | 308                   | 91720 | 91 2 18 507 |
| Soisy-sur-École          | 1 372                 | 91840 | 91 2 18 599 |